# Marie-George Buffet

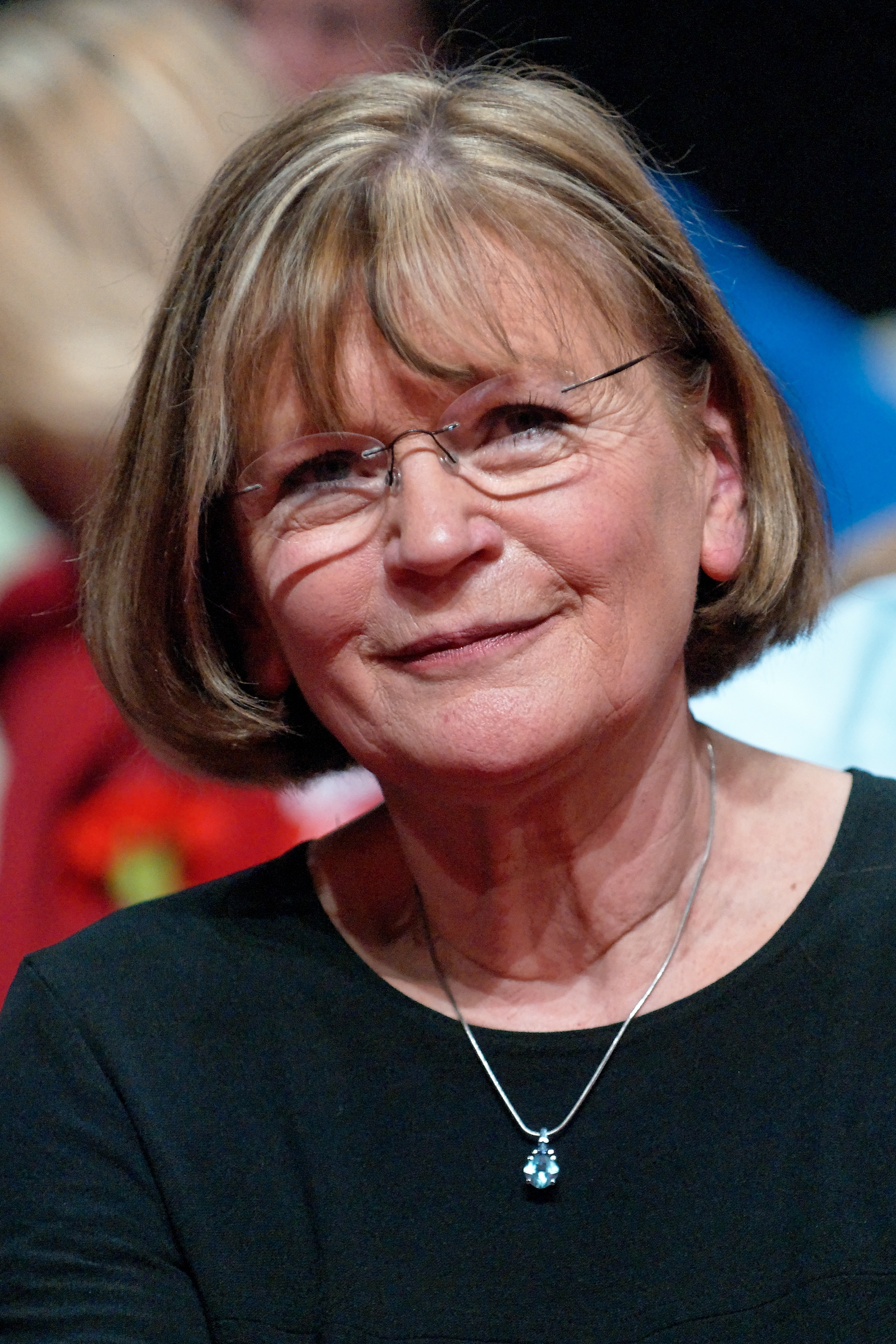
Marie-George Buffet im März 2008

Marie-George Buffet (geb. Kosellek; * 7. Mai 1949 in Sceaux bei Paris) ist eine französische Politikerin der Französischen Kommunistischen Partei (PCF). Von 1997 bis 2002 war sie französische Ministerin für Jugend und Sport. Von 2001 bis 2010 war sie Generalsekretärin der PCF. Sie war 1997 und von 2002 bis Juni 2022 Abgeordnete der französischen Nationalversammlung. Bei der Präsidentschaftswahl in Frankreich 2007 trat sie erfolglos als Kandidatin an.

## Leben
Nach einem Studium der Geschichte und Geografie wurde sie Angestellte in der Gemeinde Le Plessis-Robinson. 
1969 trat sie der PCF bei und stieg kontinuierlich in der Partei auf. 1984 wurde sie Mitglied des Zentralkomitees und 1994 Mitglied des Politbüros, in dem sie sich Robert Hue anschloss. Während dieser Zeit war sie Chefredakteurin der theoretischen Monatszeitschrift der PCF, Cahiers du Communisme. 1997 trat sie dem Parteisekretariat bei.
Nach dem Sieg der Gauche plurielle 1997 wurde sie im Kabinett Jospin Ministerin für Jugend und Sport. Mit Aktionen gegen Doping und der Einberufung eines nationalen Jugendrates erzielte sie Aufmerksamkeit. Infolge des Rücktritts von Lionel Jospin im Mai 2002 wurde Jean-François Lamour ihr Nachfolger im Ministeramt.
Als 2001 Robert Hue das neu geschaffene Amt des Parteipräsidenten übernahm, wurde sie Generalsekretärin der PCF. 
Am 16. Juni 2002 wurde sie als Abgeordnete des 4. Wahlkreises im Département Seine-Saint-Denis gewählt. 
Als Hue 2002 nach einem schlechten Wahlergebnis bei den Präsidentschaftswahlen die Partei in politische und finanzielle Bedrängnisse trieb und daraufhin zurücktrat, blieb Buffet allein an der konzipierten Doppelspitze der Partei. 2004 war sie Spitzenkandidatin der PCF bei den Regionalwahlen der Île-de-France.
Als aktive Feministin nahm sie an Aktionen für das Abtreibungsrecht und Empfängnisverhütung teil. Sie ist verheiratet und Mutter von zwei Kindern.
Im November 2006 wurde Buffet in einer Urabstimmung der PCF für die französischen Präsidentschaftswahlen 2007 mit 96 % der Stimmen gewählt. Sie bekam allerdings bei einer Versammlung antiwirtschaftsliberaler und globalisierungskritischer Bürgerinitiativen in Paris Mitte Dezember 2006 nicht deren geschlossene Unterstützung. Nach einer erneuten Urabstimmung innerhalb der PCF, in der Buffets Kandidatur mit 81 Prozent der Stimmen erneut bestätigt wurde, kündigte Buffet am 22. Dezember 2006 ihre Kandidatur für die französischen Präsidentschaftswahlen auf dem Fernsehsender TF1 an. Am 4. Januar 2007 legte sie ihr Amt als Parteichefin für die Dauer des Präsidentschaftswahlkampfes nieder, um nicht nur als Kandidatin der PCF zu gelten und somit auch Stimmen aus anderen Lagern auf sich zu vereinigen. Im ersten Wahlgang scheiterte sie mit circa 1,94 % der abgegebenen Stimmen.
Am 26. April 2007 wurde sie als Generalsekretärin wiedergewählt. Am 18. Juni 2010 wurde sie in diesem Amt verabschiedet, ihr Nachfolger wurde Pierre Laurent.

## Politische Ämter
- 1997–2002: Ministerin für Jugend und Sport
- 1998–2002, 2004: Mitglied im Regionalrat der Île-de-France
- seit 2001: Stadträtin von Le Blanc-Mesnil (Seine-Saint-Denis)
- 1997 und von 2002 bis 2022: Abgeordnete in der Nationalversammlung für Seine-Saint-Denis (Mandatsniederlegung 1997 wegen Eintritts in die Regierung)

Siehe auch: Liste der Mitglieder der Nationalversammlung der 15. Wahlperiode (Frankreich), Liste der Mitglieder der Nationalversammlung der 14. Wahlperiode (Frankreich), Liste der Mitglieder der Nationalversammlung der 13. Wahlperiode (Frankreich) und Liste der Mitglieder der Nationalversammlung der 12. Wahlperiode (Frankreich)